# 船尾螺科
船尾螺科是由泡螺科（學名：Hydatinidae）、饰纹螺科（學名：Aplustridae）和紅紋螺科（學名：Bullinidae）於2017年根據《布歇特等人的腹足類分類》合併而成，是捻螺總科的成員；而捻螺總科亦從過往的下異鰓類改屬新建立的捻螺形群（Acteonimorpha）的成員。

## 型態描述
本科物種都有大的殼口和圓的外殼唇。

## 生態

### 棲息地
本科物種都棲息於熱帶到亞熱帶海域的潮間帶到潮下帶。

### 習性
本科物種的外套膜可完全收到螺殼裡去，但螺厣卻太小，以至無法完全覆蓋殼口。當螺將外套膜縮回螺殼時，牠們會將吃過的食物反芻。

## 分類

### 2005年分類
根據2005年《布歇特和洛克羅伊的腹足類分類，本科異鰓亞綱之下的下異鰓類非正式群組的成員，原為捻螺總科（Acteonoidea）之下的Aplustridae和Bullinidae科，亦即是除捻螺科及另外兩個只有化石種的科以外的所有物種。

### 2017年分類
截至2018年8月11日，WoRMS紀錄本科包括以下各屬：
- 饰纹螺属 Aplustrum Schumacher, 1817
- 紅紋螺屬 Bullina A. Férussac, 1822：又名艷捻螺屬[5]，舊屬後鰓目[6]紅紋螺科[7]，有15個物種。
- Espinosina Ortea & Moro, 2017：舊屬紅紋螺科[7][8][9]，只有一個物種。
- 泡螺属 Hydatina Schumacher, 1817：舊屬後鰓目或頭楯目（Cephalaspidea）的泡螺科。
- Micromelo Pilsbry, 1895：舊屬後鰓目[6]或頭楯目[10]
- Parvaplustrum Powell, 1951
- Rictaxiella Habe, 1958：舊屬紅紋螺科[7]，有3個物種。

異名
- Genus Amplustrum Gray, 1847 accepted as Aplustrum Schumacher, 1817 (Incorrect subsequent spelling of Aplustrum)
- Genus Bullinula G. B. Sowerby II, 1839 accepted as Bullina A. Férussac, 1822
- Genus Hydatoria Iredale, 1936 accepted as Hydatina Schumacher, 1817 (not available: no description)
- Genus Parvamplustrum accepted as Parvaplustrum Powell, 1951 (misspelling)
- Genus Perbullina Iredale, 1929 accepted as Bullina A. Férussac, 1822

## 外部連結
- 維基物種上的相關：船尾螺科